# Campeonato Sudamericano de Futsal Sub-17 de 2016
El Sudamericano Sub-17 de Futsal de 2016 fue la edición inaugural del Campeonato Sudamericano de Futsal Sub-17. Se disputó en la ciudad de Foz do Iguaçu, Brasil.

## Equipos participantes
| Equipos participantes | Equipos participantes | Equipos participantes | Equipos participantes | Equipos participantes |
| --------------------- | --------------------- | --------------------- | --------------------- | --------------------- |
| Argentina             | Bolivia               | Chile                 | Paraguay              | Uruguay               |
| Brasil                | Ecuador               | Perú                  | Venezuela             |                       |

## Primera fase

### Grupo A
| Equipo | Pts | PJ | PG | PE | PP | GF | GC | Dif |
| ------ | --- | -- | -- | -- | -- | -- | -- | --- |
| Brasil | 0   | 0  | 0  | 0  | 0  | 0  | 0  | 0   |
| ?      | 0   | 0  | 0  | 0  | 0  | 0  | 0  | 0   |
| ?      | 0   | 0  | 0  | 0  | 0  | 0  | 0  | 0   |
| ?      | 0   | 0  | 0  | 0  | 0  | 0  | 0  | 0   |

| 2016 | Local | vs. | Visita |  |  |

| 2016 | Local | vs. | Visita |  |  |

| 2016 | Local | vs. | Visita |  |  |

| 2016 | Local | vs. | Visita |  |  |

| 2016 | Local | vs. | Visita |  |  |

| 2016 | Local | vs. | Visita |  |  |

### Grupo B
| Equipo    | Pts | PJ | PG | PE | PP | GF | GC | Dif |
| --------- | --- | -- | -- | -- | -- | -- | -- | --- |
| Argentina | 0   | 0  | 0  | 0  | 0  | 0  | 0  | 0   |
| ?         | 0   | 0  | 0  | 0  | 0  | 0  | 0  | 0   |
| ?         | 0   | 0  | 0  | 0  | 0  | 0  | 0  | 0   |
| ?         | 0   | 0  | 0  | 0  | 0  | 0  | 0  | 0   |
| ?         | 0   | 0  | 0  | 0  | 0  | 0  | 0  | 0   |

| 2016 | Local | vs. | Visita |  |  |

| 2016 | Local | vs. | Visita |  |  |

| 2016 | Local | vs. | Visita |  |  |

| 2016 | Local | vs. | Visita |  |  |

| 2016 | Local | vs. | Visita |  |  |

| 2016 | Local | vs. | Visita |  |  |

| 2016 | Local | vs. | Visita |  |  |

| 2016 | Local | vs. | Visita |  |  |

| 2016 | Local | vs. | Visita |  |  |

| 2016 | Local | vs. | Visita |  |  |

## Fase final
|  | Semifinales | Semifinales | Semifinales |           |   | Final        | Final        | Final        |  |
|  |             |             |             |           |   |              |              |              |  |
|  |             |             |             |           |   |              |              |              |  |
|  | Brasil      |             |             |           |   |              |              |              |  |
|  |             |             |             |           |   |              |              |              |  |
|  | ?           |             |             |           |   |              |              |              |  |
|  |             | Brasil      | Brasil      | 4         |   |              |              |              |  |
|  |             |             |             | 4         |   |              |              |              |  |
|  |             |             | Argentina   | Argentina | 2 |              |              |              |  |
|  | Argentina   |             | Argentina   | Argentina | 2 |              |              |              |  |
|  |             |             |             |           |   |              |              |              |  |
|  | ?           | ?           |             |           |   | Tercer lugar | Tercer lugar | Tercer lugar |  |
|  | ?           | ?           |             |           |   | Tercer lugar | Tercer lugar | Tercer lugar |  |
|  |             |             |             |           |   |              |              |              |  |
|  |             |             |             |           |   | Venezuela    | Venezuela    | 4            |  |
|  |             |             |             |           |   | Venezuela    | Venezuela    | 4            |  |
|  |             |             |             |           |   | Perú         | Perú         | 2            |  |
|  |             |             |             |           |   | Perú         | Perú         | 2            |  |
|  |             |             |             |           |   |              |              |              |  |

### Semifinales
| 2016 | Brasil | vs. | Visita |  |  |

| 2016 | Argentina | vs. | Visita |  |  |

### Séptimo puesto
| 2016 | Local | vs. | Visita |  |  |

### Quinto puesto
| 2016 | Paraguay | 6:3 | Ecuador |  |  |

### Tercer puesto
| 2016 | Venezuela | 4:2 | Perú |  |  |

### Final
| 2016 | Brasil | 4:2 | Argentina |  |  |

Brasil

Campeón

## Tabla general
| Pos. | Equipo    | Pts | J | G | E | P | GF | GC | Dif. | Rend. |    |
| ---- | --------- | --- | - | - | - | - | -- | -- | ---- | ----- | -- |
| 1    | Brasil    | 0   | 0 | 0 | 0 | 0 | 0  | 0  | 0    | 0%    |    |
| 2    | Argentina | 0   | 0 | 0 | 0 | 0 | 0  | 0  | 0    | 0%    |    |
| 3    | Venezuela | 0   | 0 | 0 | 0 | 0 | 0  | 0  | 0    | 0%    |    |
| 4    | Perú      | 0   | 0 | 0 | 0 | 0 | 0  | 0  | 0    | 0%    |    |
| 5    | Paraguay  | 0   | 0 | 0 | 0 | 0 | 0  | 0  | 0    | 00%   |    |
| 6    | Ecuador   | 0   | 0 | 0 | 0 | 0 | 0  | 0  | 0    | 0%    |    |
| 7    | ?         | 0   | 0 | 0 | 0 | 0 | 0  | 0  | 0    | 0     | 0% |
| 8    | ?         | 0   | 0 | 0 | 0 | 0 | 0  | 0  | 0    | 0%    |    |
| 9    | ?         | 0   | 0 | 0 | 0 | 0 | 0  | 0  | 0    | 00%   |    |